# 2010년 동계 올림픽 루마니아 선수단
2010년 동계 올림픽 루마니아 선수단은 캐나다 밴쿠버에서 개최된 2010년 동계 올림픽에 참가한 올림픽 루마니아 선수단이다.

## 알파인 스키
- 에디스 미콜로스
- 이온 가브리엘 난
- 드레고스 스테이쿠

## 바이애슬론
- 레카 페렌츠
- 다나 플로토지
- 미헬라 푸디
- 알렉산드라 스토이안
- 이바 토팔비

## 봅슬레이
- 이오넛 안드레이
- 플로린 크라시온
- 이온 다넛 도발키어크
- 니콜라이 이스트라테
- 카르멘 레데노픽
- 앨리나 사빈

## 크로스 컨트리 스키
- 모니카 지오르지
- 페트리카 호기우
- 파울 페페네

## 피겨 스케이팅
- 졸탄 켈레멘 - 남자부

## 루지
- 남자 1인승 - 발렌틴 크레투
- 여자 1인승 - 미헬라 크랴스, 라쿨라 스트라메트라루, 비올레타 스트라메트라루
- 2인승 - 코스민 체트로이우 / 이오넛 타란, 파울 이피림 / 안드레이 엥헬

## 쇼트트랙
- 카탈린 크리스토

## 스켈레톤
스켈레톤에 루마니아가 선수를 보내는 것은 이번이 처음이다.
- 마리아 마리넬라 마질루